# Джереми Макиезе
Джереми Макиезе (роден на 15 юни 2000 г.) е белгийски певец и професионален футболист. Той добива популярност, след като печели музикалния конкурс The Voice Belgique през 2021 г. През 2022 г. представлява Белгия на конкурса „Евровизия“ с песента Miss You, с която достига до финала на състезанието и завършва на 19-о място. Освен с музика Макиесе се занимава и с професионален футбол, като играе на позицията вратар. През септември 2021 г. подписва договор с белгийския клуб Excelsior Virton.